# Tirapu
Tirapu es un municipio español de la Comunidad Foral de Navarra, situado en la Merindad de Pamplona, en el valle de Ilzarbe o Valdizarbe, y a 22 km de la capital de la comunidad, Pamplona. Su población en 2019 era de 40 habitantes (INE).

## Escudo
El pasado 26 de octubre de 2022 el Gobierno de Navarra, tras el informe favorable publicado por la Real Academia de la Historia, aprobaba el nuevo escudo oficial del municipio. La descripción aprobatoria se expresaba en los siguientes términos:

«En campo de oro, un árbol de sinople con el tronco de gules. El jefe endentado de azur y la campaña ajedrezada de azur y plata. Al timbre la corona real de España»
«BOE» núm. 282, de 24 de noviembre de 2022

## Toponimia
El origen y el significado del nombre Tirapu es dudoso. Probablemente procede del euskera, pero su etimología resulta problemática. Hay que recordar la existencia de nombres semejantes, como Tirapegi, Tirapaldea..., que permiten suponer que nos encontramos ante una voz que debió de ser común.
Por los años 1345-1445 existía el topónimo Tirapu —tal vez era una pequeña localidad—, cerca de San Juan Pie de Puerto, en “Ultrapuertos” o “Tierra de Vascos”, la región conocida hoy como “Baja Navarra”.
Según Luis Michelena, Tirapu es un nombre “extraño”, que posiblemente se haya derivado de la voz latina priuatus = privado, lo mismo que de la localidad labortana de Biriatu, y hasta de Privat, “nombre de santo, que fue muy popular a lo que se dice en Ultrapuertos”.

## Geografía
El municipio está situado en la parte central de la Comunidad Foral de Navarra y en la parte sur del Valdizarbe. Limita con Úcar por el Norte, con Biurrun-Olcoz por el Este, con Barásoain por el Sur y con Añorbe por el Oeste. 

### Orografía
El terreno es escarpado y ha evolucionado a lo largo de los siglos. La mayor elevación está en el término del Mendi, en la zona del parque eólico, con 695 m s. n. m. de altura. A mediados del siglo XX había múltiples fincas de cereal y viñedo, saleras, abundantes caminos, fuentes y regachos; el monte todavía estaba poblado de robles y encinas. Este paisaje cambió bruscamente en 1965 al hacerse la concentración parcelaria, roturar el monte y las viñas, y trazar nuevos caminos.

### Flora y fauna
Entre las especies arbóreas todavía quedan en el monte robles, encinas y enebros, así como pinares. En cuanto a la fauna, destaca la presencia del jabalí, el zorro y el corzo, además del conejo, el tejón, la liebre, la perdiz, la codorniz y la malviz.

## Historia
En Añorbe, Puente la Reina y otras localidades próximas, como Artajona y Mendigorría, existen yacimientos arqueológicos que hacen pensar en una temprana ocupación humana del territorio de Valdizarbe. Las tierras de Valdizarbe eran denominadas “tierras viejas” por ser incluidas tempranamente en el reino de Pamplona. Tal vez desde sus orígenes o en las primeras décadas del siglo X, gracias a la reconquista del verdadero configurador de la monarquía, Sancho Garcés I de Pamplona (905-925).

### Primeras menciones

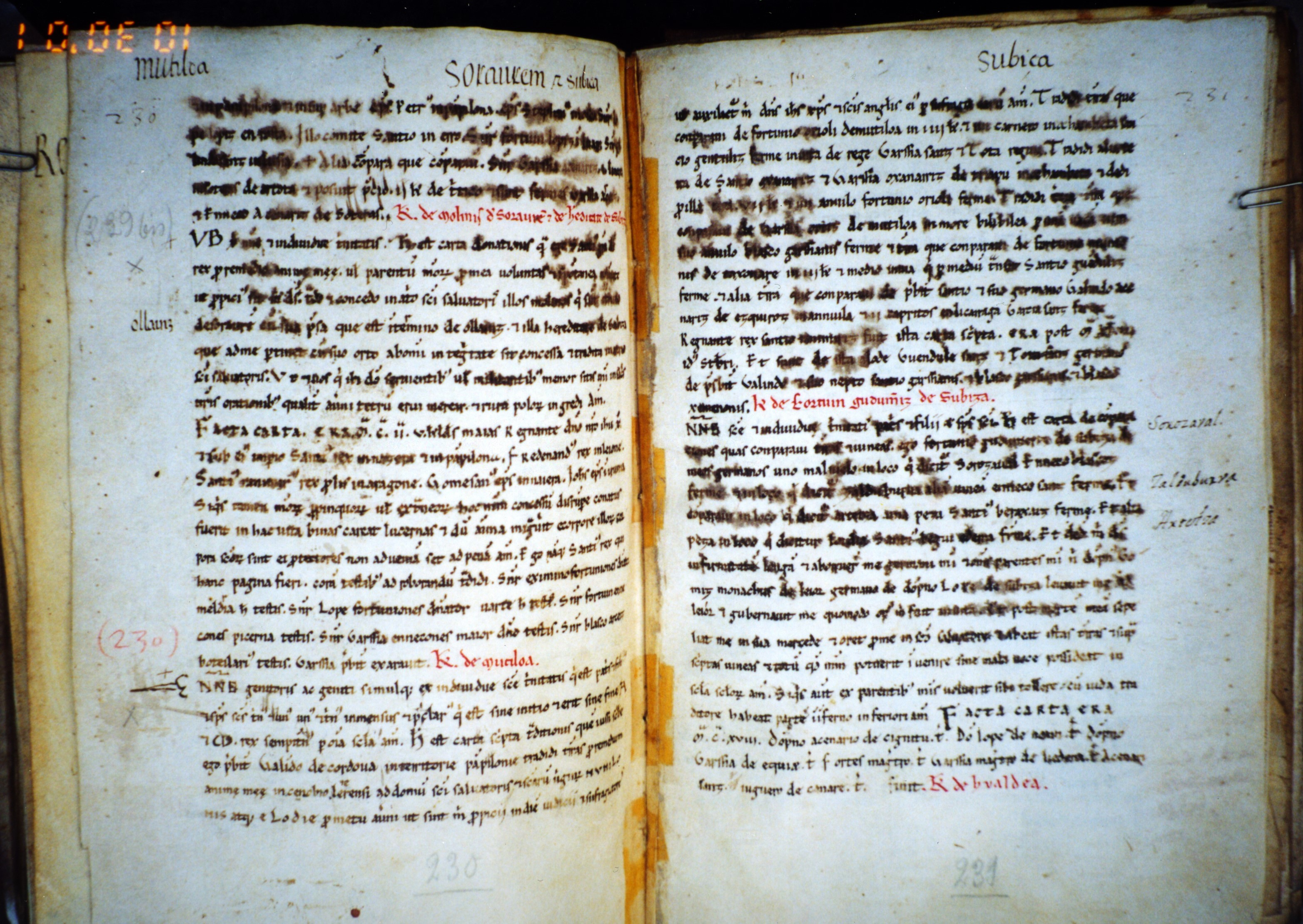
Karta de Mutiloa 1002, página 230-231

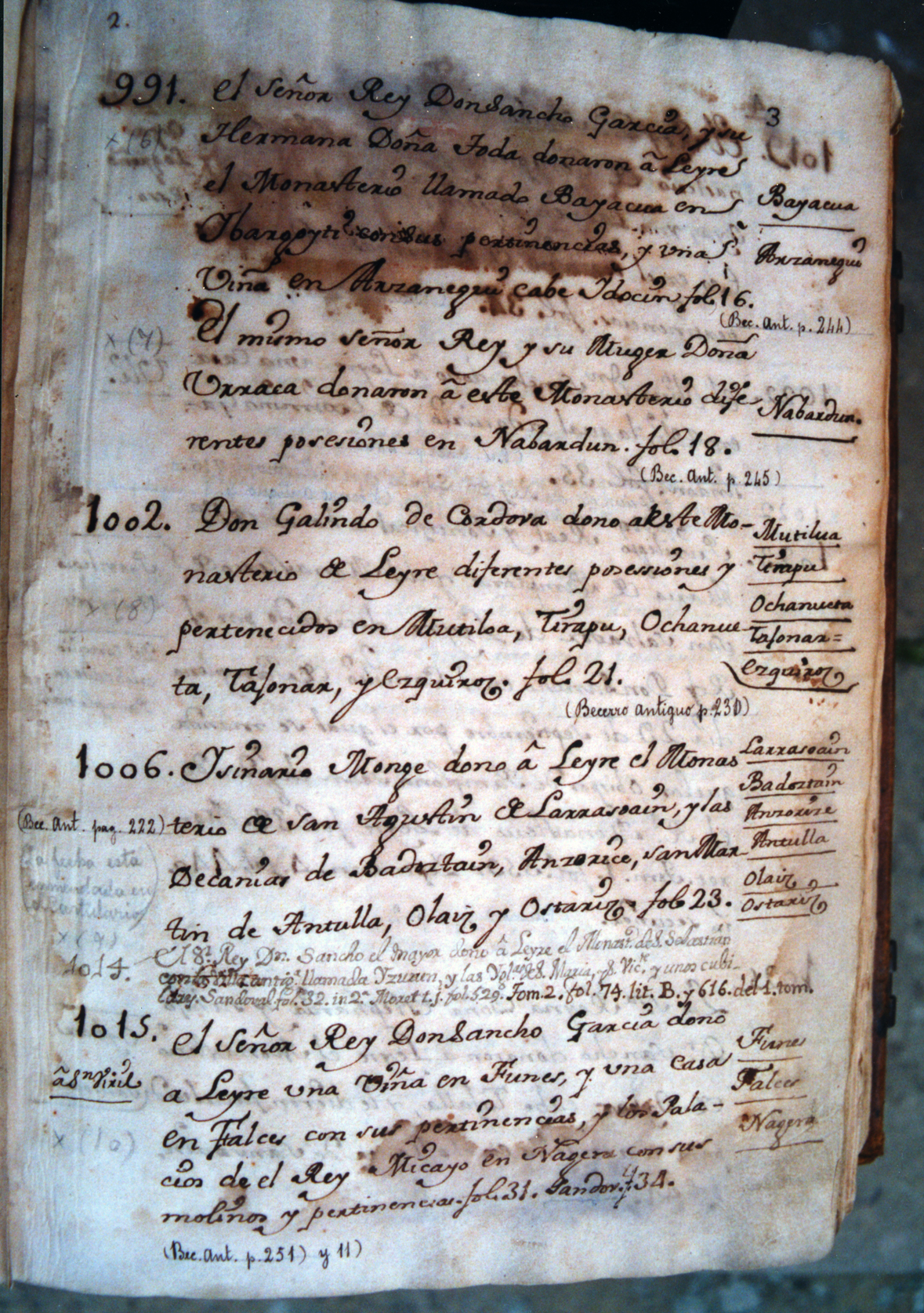
Resumen de la Karta de Mutiloa 1002. AGN: Becerro Menor de Leire, año 1748, f.3.

El documento más antiguo referente a Tirapu hasta ahora conocido es la denominada Karta de Mutiloa, que data del año 1002 y aparece en el códice Becerro Antiguo del monasterio de Leyre (Navarra). En dicha Karta se afirma que el sacerdote Galindo de Córdoba donó al monasterio de Leyre cinco fincas que había comprado en las proximidades de Pamplona. Curiosamente una de ellas la había comprado a Sancho Oxanárriz y García Oxanárriz de “Triapu”.
El locativo Tirapu, con la forma de “Tirapo”, aparece frecuentemente durante los siglos XII y XIII; la primera vez el año 1100 en el Becerro Antiguo de Leire. En un documento de la catedral de Pamplona del año 1159 figura un tal Santius, Abbas de Tirapu. En el siglo XIII aparece también citado como Thirapo, Tirapo, Tyrapo (1257) y Tirapu (1268) .Tirapu es mencionado especialmente en documentos medievales y modernos pertenecientes al monasterio de Irache (Estella-Lizarra) y a la orden de San Juan de Jerusalén.ç

### Milenario de existencia documentada (1002-2002)

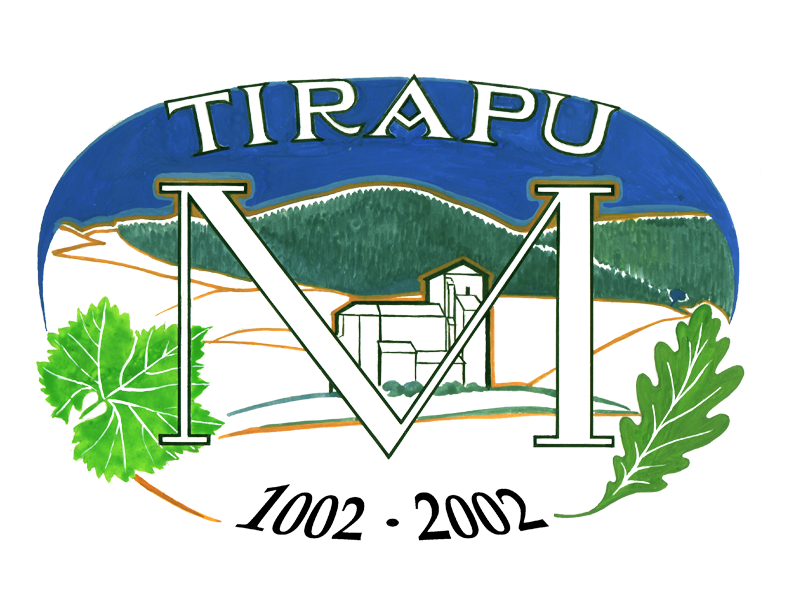
Logotipo del milenario de Tirapu

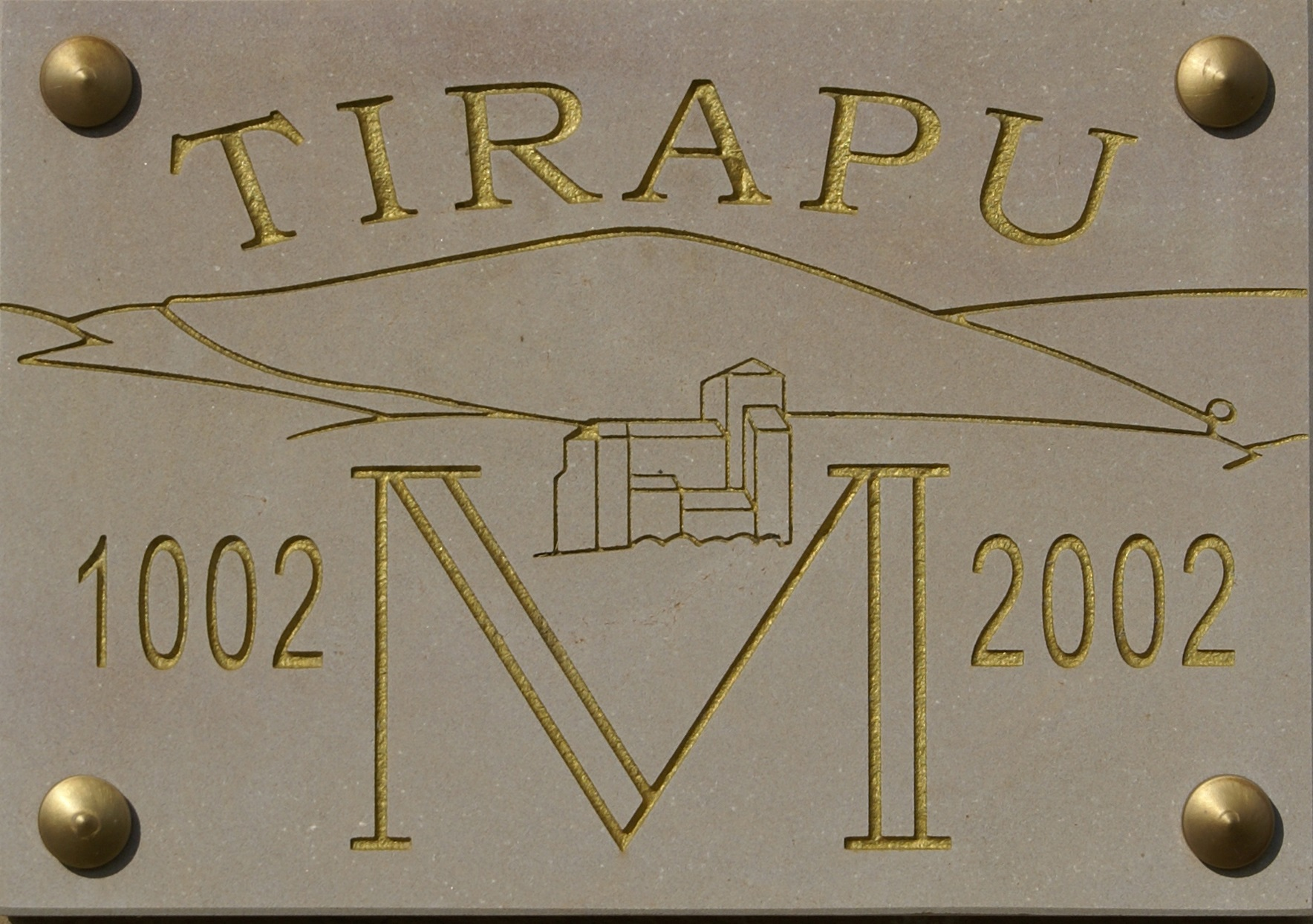
Lápida conmemorativa del milenario

En 2002 se celebró el milenario de la existencia documentada de Tirapu, un acontecimiento que congregó a un gran número de vecinos y oriundos del pueblo. Para conmemorar dicha efemérides hubo unas jornadas culturales los días 6 al 8 de septiembre, que incluían conferencias, exposiciones, misa de acción de gracias, comidas populares, música y actos lúdicos. Al mismo tiempo se bendijo la iglesia recién restaurada. 
Con motivo del milenario los vecinos revivieron algunos hitos importantes de su historia. Pero quizás lo más emotivo fue el reencuentro con descendientes del pueblo, que vivían en diferentes localidades o incluso en el extranjero. La alegría y la emoción del encuentro se fue difundiendo durante las tres jornadas, y especialmente durante la comida popular, que tuvieron en la bajera de casa Panchín, en donde se congregaron 150 comensales. Allí mismo, gracias a la exhibición del equipo deportista de Uterga, dirigido por Jon Erize, recordaron las antiguas labores de aizkolaris, tronzolaris y korrikolaris.
El número de asistentes a las jornadas culturales superó las previsiones. El domingo, día 8, rondarían las 300 personas en Tirapu, una cifra muy alta, si se tiene presente que el censo del pueblo era de 65 habitantes. En cuanto a las autoridades asistentes, cabe destacar a Rafael Gurrea, vicepresidente del Gobierno de Navarra, que pronunció el discurso de apertura; Javier Iturbe, presidente de la mancomunidad de la Comarca de Pamplona, y Juan Cruz Alli, expresidente del Gobierno de Navarra.
Finalmente el día 11 de septiembre, al cumplirse el primer milenio, muchos tirapucos volvieron a congregarse en una misa de acción de gracias a Dios por esa historia milenaria.

## Demografía
Tirapu vuenta con una población de 51 habitantes (INE 2024).
| Gráfica de evolución demográfica de Tirapu entre 1842 y 2021                                                        |
| |
| Población de derecho según los censos de población del INE Población de hecho según los censos de población del INE |

Según Pascual Madoz, a mediados del siglo XIX Tirapu tenía 34 casas, incluida la municipal con cárcel; una población de “40 vecinos y 209 almas”; escuela de primera educación para ambos sexos, frecuentada por 34 alumnos; iglesia parroquial de entrada servida por un abad de provisión del duque de Granada de Ega; y una ermita dedicada a San Nicolás. Para el surtido de la población contaba con una fuente en sus inmediaciones, de aguas saludables y en abundancia. Cruzan su terreno dos riachuelos, que descienden uno del este (Chimindua), y el otro del sur (Recazar), y van a desaguar al río Arga. Se producía trigo, avena, cebada, maíz, patatas, vino y legumbres; se criaba ganado vacuno y lanar; caza de perdices, codornices y liebres. Poseía, además, un monte bien poblado de robles, y salinas de las que se extrae sal muy blanca. El correo se recibía de Puente la Reina, los domingos y miércoles.
Setenta años después había descendido un poco la población. Según Altadill, en 1920 residían 198 personas en 60 edificios, de los cuales ocho estaban diseminados e inhabitados. Existía “un antiguo palacio en decadencia” y no escaseaban los escudos nobiliarios. Había una modesta casa consistorial, cárcel, alguacil, guardas de campo y de montes, alumbrado eléctrico, frontón, fuente pública, lavadero y abrevadero, escuela y una iglesia dedicada a la Purísima Concepción. Los cultivos principales eran el cereal y la vid. La ganadería consistía en caballos, mulos y cabras. Había “un robledal bravo, bastante denso”, de unas 12 hectáreas de extensión.

### Comunicaciones
El pueblo dispone de dos vías principales de comunicación: una que lo une con la A12 (Autovía del Camino), y la otra con la carretera N-121 (Pamplona-Zaragoza) y la Autopista de Navarra (AP-15).La localidad está comunicada por carretera mediante la carretera local NA-6014, que a su vez enlaza con la carretera NA-601.

## Economía

### Sector primario
Tirapu ha sido un pueblo agropecuario. Sus tierras son buenas para el cultivo de cereal y viñedo. Desde antiguo dentro de las viñas solía haber pies de olivos, pomos, higueras, nogales, ciruelos, cerezos, manzanos, perales y otros árboles frutales. Por ser el terreno escarpado se cultivaba con bueyes y vacas; y también con caballos, yeguas, machos y mulas. Había, además, burros, ovejas, cabras, cerdos y otros animales “granados y menudos”.
El monte, poblado de robles y encinas, tenía un valor especial para los vecinos. De él extraían el lote de madera que se daba a las familias para diversos usos domésticos, como alimentar el fogón durante los largos meses de invierno. En el monte pastaban sus animales, mayores y menores, que encerraban en los corrales de las bordas. De ahí el cuidado de las autoridades y vecinos en conservar su patrimonio forestal.

### Concentración parcelaria

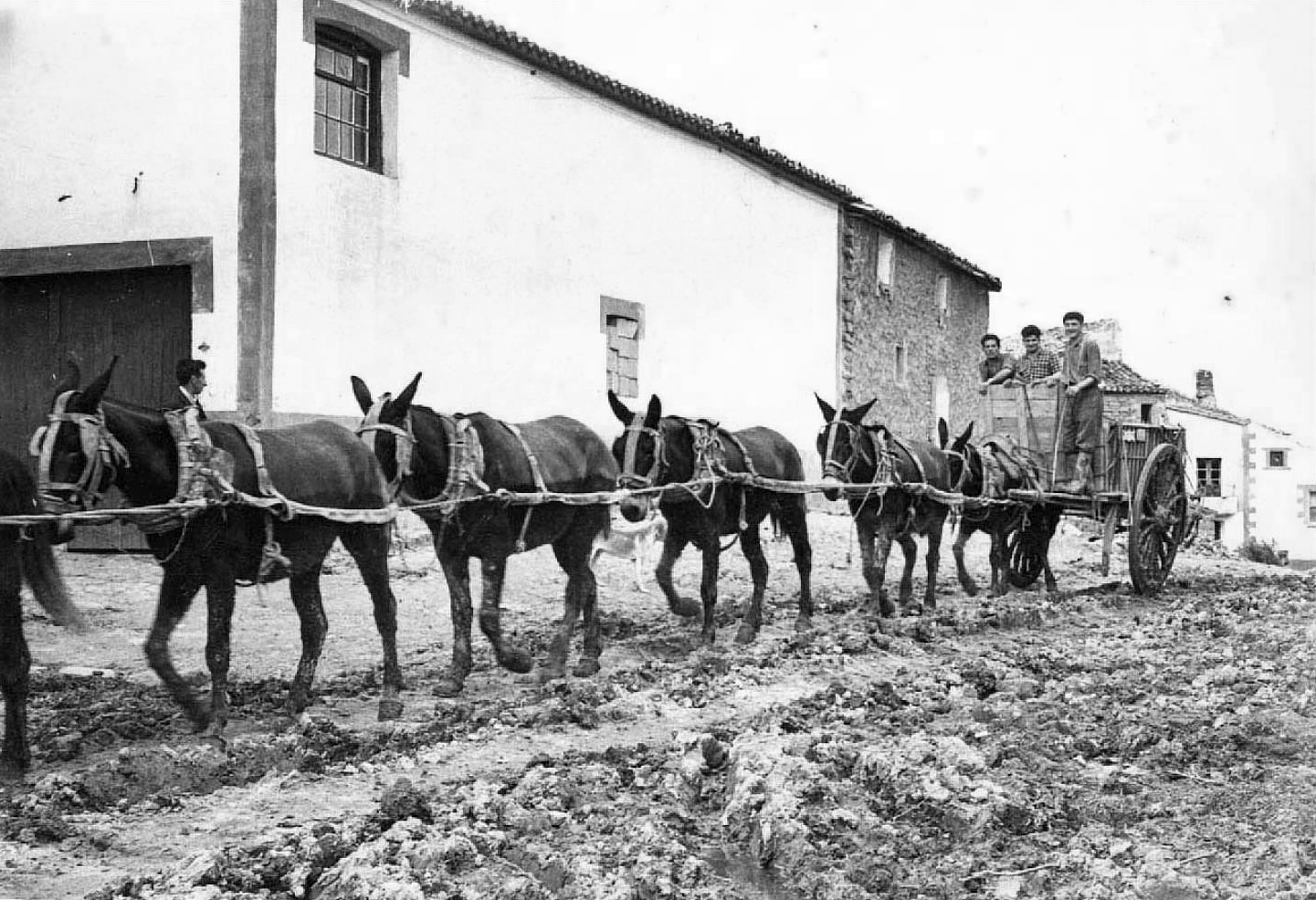
Reata de casa Rodrigo

Tirapu fue uno de los primeros pueblos de Navarra en que se hizo la concentración parcelaria. Se realizó en 1965, afectó a 32 propietarios y 434 hectáreas, reduciendo las 1077 parcelas existentes a 114. Su ejecución conllevó la eliminación de la mayoría de las viñas, la roturación del monte y la mecanización agrícola, con la consiguiente desaparición del ganado de tiro. Desde la inauguración del canal de Navarra (2006) se observa una tendencia creciente al regadío y a la siembra de maíz, alubias, guisantes y otros nuevos productos.

#### Saleras
Las salinas de Tirapu, llamadas desde tiempo inmemorial “saleras”, son tan antiguas como el pueblo y probablemente la razón de su fundación. Aparecen mencionadas ya el año 1100, en el documento relativo a los “mezquinos” o labradores de “Aiorbe” y de “Tirapo”. Estaban situadas al norte del término, entre el prado y el puente de las tres mugas (Tirapu, Añorbe y Úcar). La explotación se hacía en el verano. Del pozo manantial se extraía el agua salada, que era conducida hasta unas “eras” y allí cuando calentaba el sol, se evaporaba el líquido y quedaba la sal. La de Tirapu era una sal finísima y de óptima calidad.
La producción anual de las saleras dependía principalmente de las inclemencias del tiempo y de las tormentas. A principios del siglo XVII se producían unos seis mil robos de sal al año, que suponían un buen ingreso para los vecinos y los muchos peones que iban de fuera a trabajar en las salinas.
Las eras salineras eran propiedad de los vecinos y algunas, del ayuntamiento, que las arrendaba periódicamente. Dieron trabajo y riqueza a los tirapucos y a otros habitantes de pueblos comarcanos al menos durante nueve siglos. Estuvieron funcionando hasta la década de 1970 que, al no ser ya rentables, quedaron abandonadas.

## Administración y política
Los pueblos de Valdizarbe formaron hasta mediados del siglo XIX una comunidad, con autonomía económica-administrativa y jurisdiccional, representada por un alcalde o diputado del valle y los regidores locales. En 1846, apoyándose en la Ley de Organización y Atribuciones de Ayuntamientos (8 de enero de 1845), los pueblos formaron municipios separados y el valle se disgregó. Desde entonces Tirapu quedó como ayuntamiento independiente, organizándose según el régimen común. Desde entonces tiene alcalde propio. He aquí los últimos.
| Alcalde                           | Años      |
| --------------------------------- | --------- |
| Natalio Moleres Pérez de Muniain  | 1950-1960 |
| Ignacio Lafuente Elorz            | 1960-1970 |
| Constantino Lacunza San Martín    | 1970-1979 |
| Pedro José Zabalza Aldava         | 1979-1983 |
| Juan Carlos Esparza Pérez         | 1983-1987 |
| Jesús María Lafuente Górriz       | 1987-1991 |
| Francisco Javier Lacunza Lafuente | 1991-1992 |
| José Moleres Jáuregui             | 1992-1999 |
| Juan Carlos Esparza Pérez         | 1999-2003 |
| Joaquín San Martín Ayerra         | 2003-2013 |
| Juan Carlos Esparza Pérez         | 2013-2014 |
| Joaquín Ituráin Zalba             | 2014-2015 |
| Iñaki Lafuente Górriz             | 2015-     |

## Educación

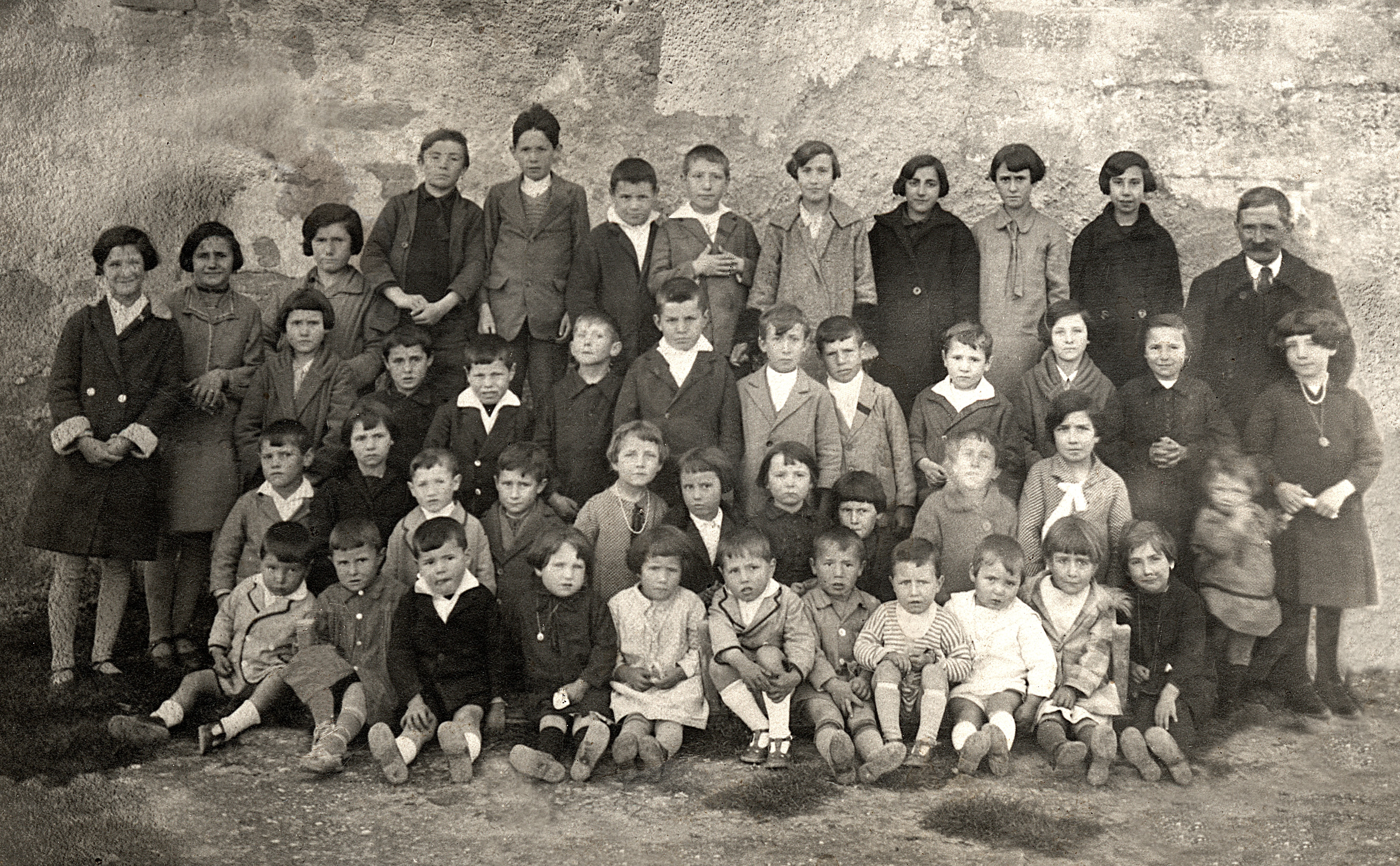
El maestro José Casi y escolares en 1925

A mediados del siglos XIX Tirapu contaba con una escuela de primera educación para ambos sexos, frecuentada por 34 alumnos y dotada con 85 robos de trigo y 24 cántaros de vino. La escuela siguió funcionando hasta 1975.

## Patrimonio

### Iglesia de la Purísima Concepción
Sobre la antigua iglesia románica (siglos XII-XIII) se edificó la iglesia actual, que está dedicada a la Purísima Concepción de la Virgen María. Fue construida entre los años 1591 y 1609. Intervinieron en ella diversos canteros. La iglesia tiene planta de cruz latina con contrafuertes exteriores y torre campanario. Es de estilo renacentista. Se accede al interior por una puerta de arco de medio punto, protegida con pórtico construido en el siglo XVIII.
El retablo principal es de estilo romanista. Fue ejecutado en 1638 por los escultores Pablo González y Juan de Bengoechea, seguidores de Juan de Anchieta. Los retablos colaterales los hizo Juan de Bengoechea en 1660.
En cuanto al mobiliario de la iglesia hay que mencionar una imagen de la “Virgen del Sagrario”, de estilo románico avanzado, del siglo XIII, de madera policromada. Asimismo hay que citar una hermosa cruz procesional de plata, con resabios goticistas, de la primera mitad del siglo XVI, que —al igual que la “Virgen del Sagrario”— se custodian en el museo diocesano de Pamplona.
Los libros sacramentales de la parroquia se guardan en el archivo diocesano de Pamplona. El libro primero de difuntos comienza en 1604, el de matrimonios en 1605, el de bautizados en 1606 y el de confirmados en 1634.
Patronato
La noble y distinguida familia de los Goñi tenía derecho de patronato sobre la iglesia de Tirapu. Al titular del mayorazgo, por ser patrono único, le correspondía el derecho a presentar al párroco que la habría de servir de por vida. Y este derecho lo ejerció durante el siglo XVI y primera mitad del XVII. En la segunda mitad del siglo XVII, al morir los Goñi sin descendencia directa, el señorío con el correspondiente derecho de patronato pasó al marqués de Cortes y duque de Granada de Ega, y ya en el siglo XX al duque de Villahermosa. Fueron estos señores quienes desde el año 1508 hasta el 1925 decidieron prácticamente el nombramiento de los párrocos. El obispo de Pamplona se limitaba a examinar al candidato y a conferirle la institución canónica.
El sistema de patronato laico perduró en Tirapu hasta 1970 en que, gracias a la nueva mentalidad introducida con el Concilio Vaticano II, la Iglesia se fue liberando de las injerencias laicas. Hasta entonces el cargo de párroco era vitalicio. Así se entiende la larga duración de algunos. Don Francisco Javier Vidaror (1794-1840) mantiene el récord con 46 años de servicio pastoral, le sigue don Eladio Goyeneche Igoa (1925-1970) con 45 años.

### Ermita de Nicolás de Bari

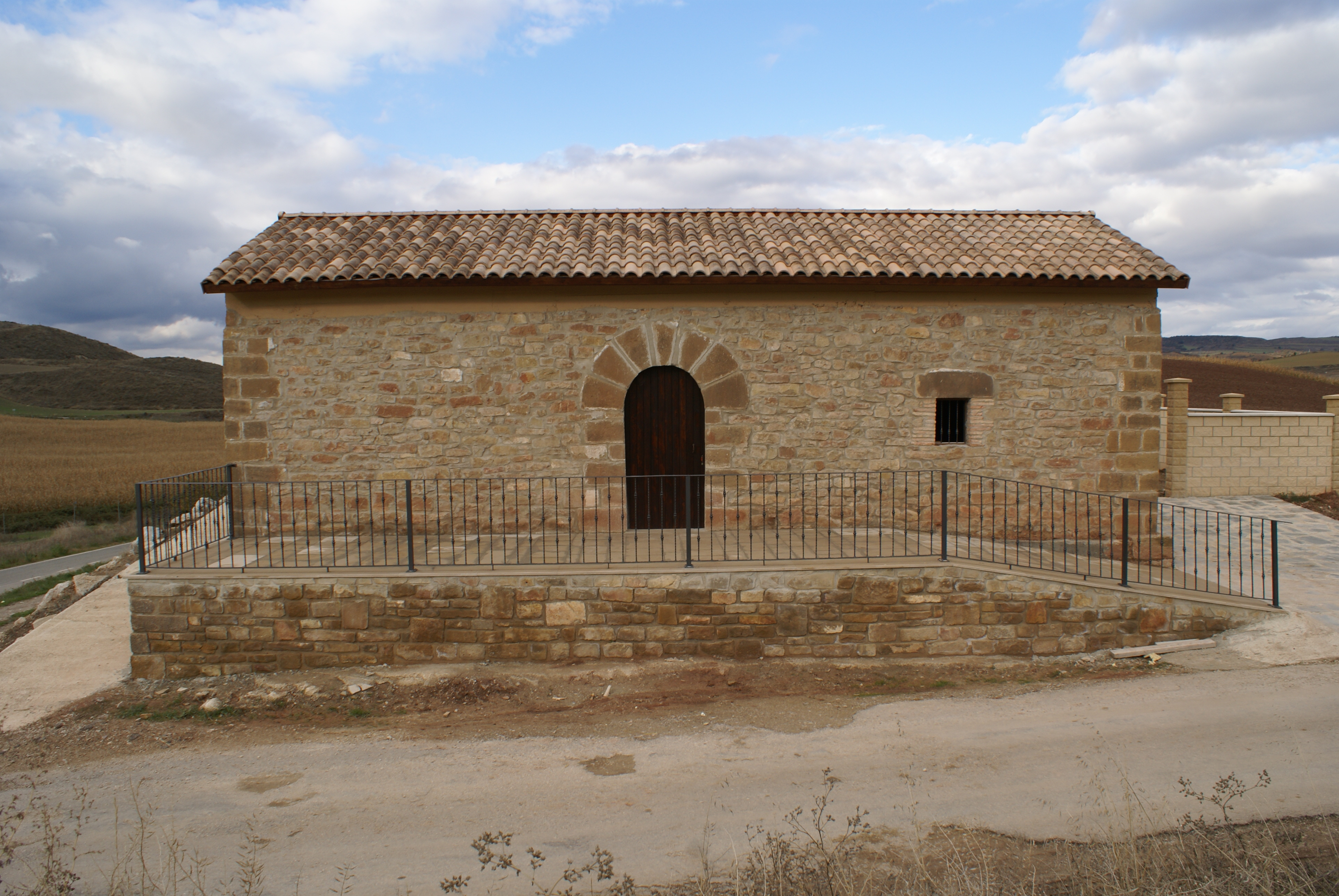
Ermita de San Nicolás de Bari en 2010

La ermita de Nicolás de Bari está situada a menos de medio kilómetro del pueblo, en el antiguo cruce de caminos que iban a Tirapu, Añorbe, Úcar y Olcoz. El edificio tiene planta rectangular y cabecera recta, sin tramos marcados al interior. Sobre sus gruesos muros de piedra se eleva una nueva cubierta de madera con tejado a dos aguas. La puerta tiene forma de arco de medio punto. Por su lado norte está adosada al cementerio. Fue construida el año 1691 y ha sido reparada en varias ocasiones. La de los años 2007-2010 fue una verdadera rehabilitación realizada en auzalán, que culminó con la bendición del arzobispo de Pamplona y una comida popular.
Los tirapucos hacían dos procesiones oficiales cada año a la ermita de San Nicolás: una el llamado día de las reliquias (el martes anterior a la fiesta del Corpus Christi); y la otra, el día 6 de diciembre, fiesta del titular de la ermita. Esta última sigue haciéndose hoy día porque —como reza el himno a San Nicolás de Bari, compuesto por el añorbés don José Luis Lizarraga—, en Tirapu se le venera con cariño sin igual.

### Casa consistorial

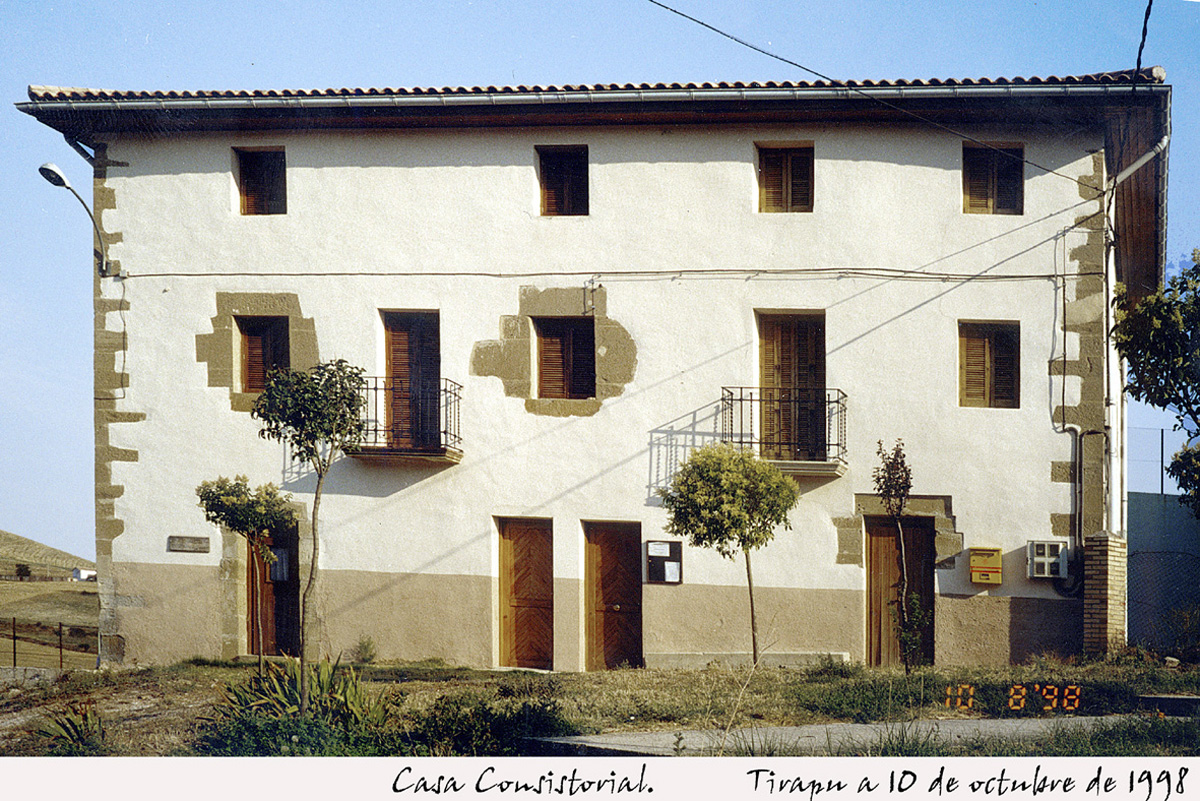
Casa consistorial

La antigua casa parroquial, construida a mediados del siglos XVIII, la adquirió el ayuntamiento en dos tiempos; en 1925 la mitad de la casa y en 2001 la segunda mitad. Ha sido reformada y adaptada para casa consistorial. Una parte de su solar, correspondiente a la antigua secretaría, es la sede de la Sociedad “Txokona”, que fue constituida en 2004 para "actividades culturales, recreativas y sociales.

### Frontón
En 1983 se construyó en auzolán el frontón municipal sobre el solar de los antiguos corrales. En 2006 fue recubierto y desde entonces el local, además de para jugar a pelota, sirve también para otros usos.

## Cultura
Desde tiempo inmemorial Tirapu ha pertenecido geográfica, jurídica y culturalmente a la merindad de Pamplona o de las Montañas, de modo que sus gentes han sintonizado más con la tipología navarra de la montaña que con la de la ribera. 
Los apellidos de los vecinos, los nombres de las casas y la toponimia denotan las raíces vasconas de Tirapu. A finales del siglo XVI (1587) figuraba en una lista de pueblos vascohablantes. La lengua que hablaban los tirapucos, al menos hasta el primer tercio del siglo XVIII, era el euskera. Así consta expresamente en los apeos realizados el año 1678 y 1727. Tirapu no era, obviamente, una excepción en el conjunto de Valdizarbe, sino que todo él comprendía y hablaba el “idioma bascongado” o euskera por esas fechas. Don Juan de Beriáin, párroco de Uterga, localidad cercana a Tirapu, escribió en el primer tercio del siglo XVII dos obras en castellano y euskera: “Tratado de cómo se ha de oír Misa” (Pamplona 1621) y “Doctrina Cristiana” (Pamplona 1626). Hasta comienzos del siglo XIX todavía se hablaba el euskera en Valdizarbe, pero a finales de dicho siglo se perdió su uso casi por completo.
Inicialmente adscrito a la zona no vascófona por la Ley Foral 18/1986, en junio de 2017 el Parlamento navarro aprobó el paso de Tirapu a la zona mixta de Navarra mediante la Ley foral 9/2017